# Rivière Hogan
Rivière Hogan är ett vattendrag i Kanada.   Det ligger i provinsen Québec, i den östra delen av landet, 500 km norr om huvudstaden Ottawa. Rivière Hogan ligger vid sjön Lac de l'Aiglon.
I omgivningarna runt Rivière Hogan växer i huvudsak blandskog. Trakten runt Rivière Hogan är nära nog obefolkad, med mindre än två invånare per kvadratkilometer.